# Parvibium
Parvibium es un género de bacterias gramnegativa de la familia Alcaligenaceae. Actualmente (2023) contiene una sola especie: Parvibium lacunae. Descrita en el año 2018. Su etimología hace referencia a colonias pequeñas. El nombre de la especie hace referencia a laguna. Es aerobia y móvil por flagelo polar. Tiene un tamaño de 0,4-0,6 μm de ancho por 1-1,3 μm de largo. Catalasa negativa y oxidasa positiva. Contiene una cápsula gruesa. Forma colonias convexas, redondas, lisas, con márgenes enteros y de color blanco en agar R2A tras 48 horas de incubación. No crece en TSA ni LB. Temperatura de crecimiento entre 20-40 °C, óptima de 25-37 °C. Es sensible a los antibióticos :  cloranfenicol, gentamicina, rifampicina, kanamicina, tetraciclina, novobiocina, estreptomicina, ácido nalidíxico, penicilina, ampicilina y trimetoprim-sulfametoxazol. Tiene un contenido de G+C de 54,5%. Se ha aislado de un estanque de agua dulce en Taiwán. 